# غردينية بركانية
غردينية بركانية (الاسم العلمي:Gardenia vulcanica) هي نوع من النباتات يتبع جنس غردينية من الفصيلة الفوية.